# Hayakawa Tokuji
Hayakawa Tokuji (japanisch早川 徳次; * 3. November 1893; † 24. Juni 1980) war der Gründer des japanischen Elektronikkonzerns Sharp Electronics (ehemals Hayakawa Electronics) in Osaka.
Hayakawa gründete im Jahr 1912 in Tokio einen Metallbetrieb und produzierte  Gürtelschnallen. Im Jahr 1915 erfand er den weltweit ersten modernen mechanischen Bleistift, genannt „Ever-Sharp“, von dem sich der spätere Name des Unternehmens ableitet.